# Børge Jensen (politiker)
Svend Børge Jensen (født 12. maj 1920 i Kallerup på Røsnæs, død 1. marts 1999) var en dansk porcelænsarbejder og politiker, der var medlem af Folketinget i 1960, valgt for Socialdemokratiet. 
Jensen, der var søn af en arbejdsmand, blev efter folkeskolen i Birkerød ansat som medarbejder på en porcelænsfabrik.
Her var han til 1949, hvorefter det politiske engagement tog over. Allerede i 1935 og en årrække frem var han lokalformand for Danmarks Socialdemokratiske Ungdom i Birkerød og fra 1946 til 1949 formand for DSU i Nordsjælland. I 1949 blev han ansat som rejsesekretær i Danmarks Socialdemokratiske Ungdom. Det var han frem til 1952, hvor han valgtes til ungdomsorganisationens formand. Han fortsatte på posten frem til 1958, hvor han blev rejsesekretær for Socialdemokratiet.
Fra 1953 var han opstillet til Folketinget i Faaborgkredsen. 22. marts 1960 blev han medlem af Folketinget, da Poul Hansen nedlagde sit mandat. Han sad dog kun til 14. november 1960.